# 旧台南県知事官邸

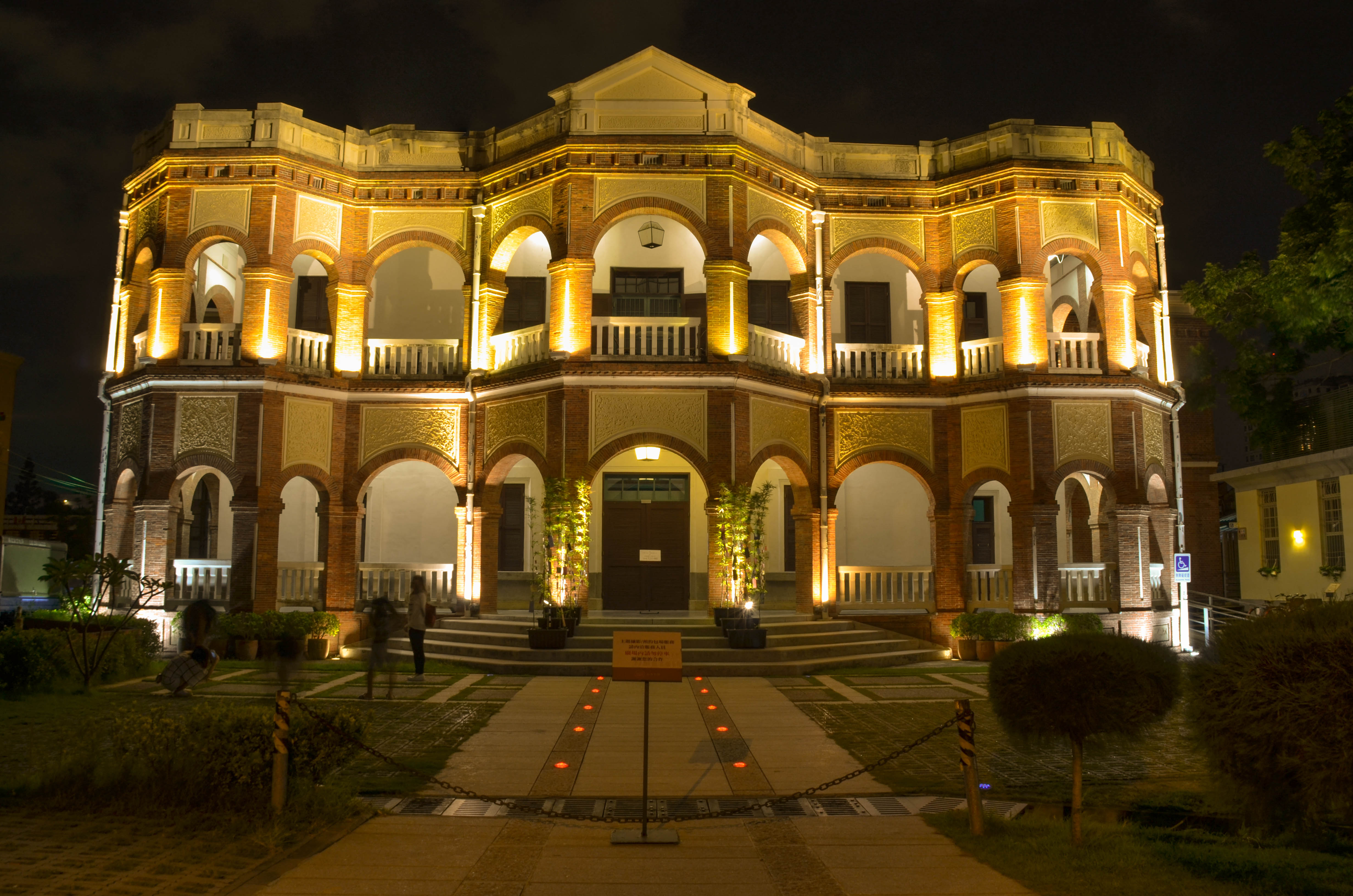
夜景

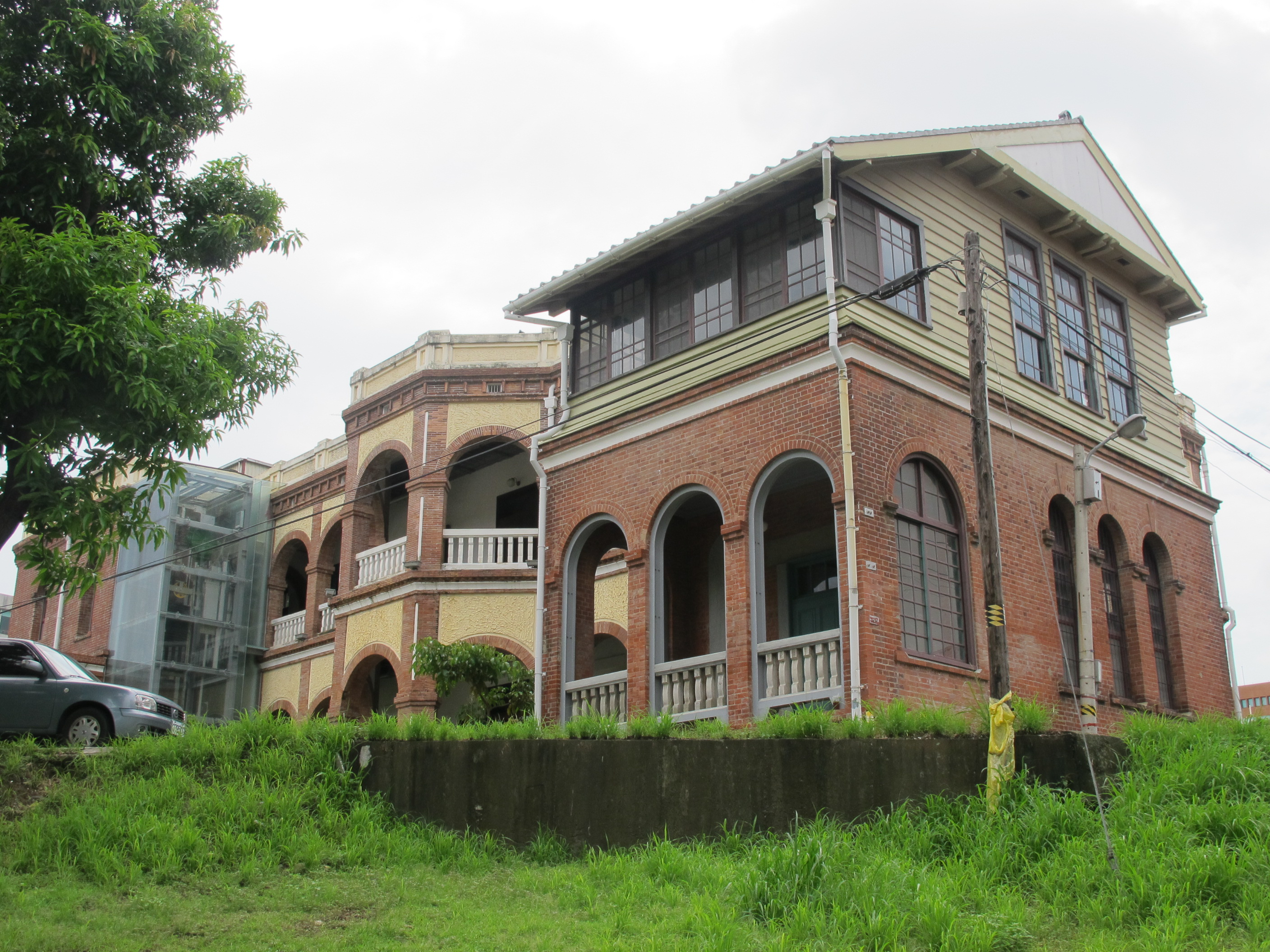
知事官邸背面

旧台南県知事官邸（きゅうたいなんけんちじかんてい、原臺南縣知事官邸）は台湾台南市東区にある日本統治時代の台南県知事公邸として建てられた西洋館で市の古蹟。その後の行政区画改正により県が台南庁へ改編されたため、1年程度で官邸としての用途が途絶えたが、1920年の台南州発足に伴い継続して州知事公邸として使われた。
当時の日本の皇族が台湾を訪問した際には「御泊所」として改装され皇族宿舎として使われた(p9)。皇太子時代の昭和天皇ほか複数の皇族が宿泊、滞在している。「時鐘樓」の別名は官邸内に設置された時計台に由来するとされたが、実際は正面入り口となる妻側上方の半円窓に施された円形装飾を住民が時計と勘違いしたことにちなんでいる(p19)。
戦後は周囲に多数の違法建築があったが、現在は撤去されている。古蹟登録を経て修復後、2011年から音楽会館として一般利用を再開、2012年には飲食店も運営を開始した。

## 沿革

### 戦前

#### 竣工まで
1895年（明治28年）、清朝から日本へ台湾が譲渡され、明治政府は3県3庁を設置。それまでの台南府に代わり、この地に台南県を設置した。台南府は現在の嘉義県・嘉義市から屏東県までの南部一帯、台南県はそれらに加えて東部（現在の台東県、花蓮県）に及ぶ広大な区分となった。
調査によると最も早い工事記録は1899年（明治32年）6月で、台南県土木課の日本人職員による直営事業だった(p22)。「官邸建築事務所」が現地に設置され、延べ2,156人の囚人を3ヶ月の無給で動員した(p23)。有償の労働者も従事していたが、給与格差があり、台湾人は日本人の3分の1の給与水準だった(p23)。1900年（明治33年）4月21日に上棟(p21)、洋館とは別で11月には和館（日本建築）の別邸が増築され、和洋両館が竣工(p24)、翌1901年（明治34年）の台湾総督府鉄道縦貫線開通に間に合わせた。
1901年には台南県を廃止し、（現在の台南市、高雄市、屏東県を管轄する）台南庁へ再編され、官邸機能は新たに旧台南庁長官邸に移行した。県知事官邸は「台南庁職員読書倶楽部」および旅団長官邸となった(p27)。
1908年10月25日および1916年4月21-22日には閑院宮載仁親王夫妻が、1916年10月25-26日に北白川宮成久王夫妻が、1920年10月24-26日には久邇宮邦彦王夫妻が宿泊している。
1920年（大正9年）の行政区画再改編で（現在の雲林県、嘉義県市、台南市管轄する）台南州が誕生すると、再度知事官邸として初代州知事の枝徳二が居住するようになった。この時点で州知事官邸となる(p27)
1923年（大正12年）4月20日には裕仁親王および伏見宮博義王が一夜を過ごした。その後も大韓帝国最後の皇太子だった李垠を含め終戦まで複数の皇族が利用していた。
|                                                     |                                                      |
| 日本統治時代の台南県知事官邸 （妻側がペディメント） | 戦時中に州知事官邸の地下に 設置された大型防空洞(p28) |

### 戦後
中華民国国民政府が接収後は台鹽管理局、台南市地政事務所、民防指揮所、東区公所、台南市機関員工消費合作社聯合社などと使用者が変遷(p29)。1998年に市定古蹟の登録がなされ、保存・活用法が模索された。

### 文化資産登録後
2004年5月31日、市政府は登録名義を「州知事官邸」から「県知事官邸」に改めた(p2)。これは2002年から国立成功大学に委託していた調査研究の過程で判明したものを反映している。
市が委託して国立成功大学による解体調査が行われ、戦前の状態に戻すことが最善と結論付けられた。2008年に行政院文化建設委員会（現・文化部の前身）と台南市政府が費用を折半し総額2,468万台湾元を投じて修復事業を開始。
2011年10月8日、音楽会館として正式にリニューアルオープン。2012年6月28日、洋食レストラン「知事西餐庁」がオープン。2015年2月8日にはハヤシ百貨店再生を手がけた企業によって飲食店や物販店を増やすリニューアルがなされた。
ハヤシ百貨店との契約満了後に再度リニューアルされ、2020年11月8日に「知事官邸生活館」として再オープンした。

## 建築
当時は和式洋式の2館が併存していた。

### 和館
和館は約87坪の木造平屋建てで工費2,290円64銭(p24)。当時の流行だった「和洋折衷」あるいは和洋混合式が反映されている(p18)。

### 洋館
台南市に数多く現存する日本統治時代のレンガ建て建築物の中でも代表格となっている。
洋館は煉瓦2階建てで中央の本館が55坪、回廊は43.377坪、当時の金額で30,350円94銭を投じている(p24)。四面の外周がベランダ式回廊で囲まれるスタイル（コロニアルバンガロー、中華圏では外廊式建築と表記）はイギリスが熱帯あるいは亜熱帯の植民地でよく用いていた建築手法で、台湾では清朝末期の打狗英国領事館や淡水英国領事館（紅毛城）、同じ台南の旧英商徳記洋行、旧徳商東興洋行でもみられる(p17)。
拱廊（アーケード）で結ばれた東西2ヶ所に分類され、中間と両側は八角形を形成している。柱とアーチは閩南燕子磚が使用され(p39)、灰白色が使われ、細かな装飾がなされた残りの壁面とコントラストを成している。
室内の階段は木造で、手摺部分に細かな装飾が施されている(p35)。
室内の窓やドア上には細かな装飾が施された木製のカーテンボックス（上飾り）は特殊で珍奇なものとされている(p35)。正面入り口となる妻側上方には元はペディメント（circular pediment）があったが、破損により修復後はより簡素なものに代わっている(p27)。

## 立地

### 交通
- 台南駅後站（東口）より南へ約600メートル
- 官邸前には「縣知事官邸」停留所があり、大台南公車（中国語版）数路線のほか、高雄市（旗山区）方面の公路客運8050路も発着している[12]。

### 周辺
- 旧台南庁長官邸 - 日本統治時代のものとして当地では初の知事公館（東側）
- 衛民街地下道（南側） - 台湾鉄路管理局縦貫線のアンダーパス。台南駅前站（西口）とのアクセスはこの地下道利用となる。知事官邸の壁画アートがある[13]。
- 東門圓環（中国語版）

### 註釈
1. ↑  台南州の前身としての県であり、戦後の台南県 とは異なる。
2. ↑  紅磚（赤レンガ）の上品な言い回し

## 関連書籍
1. 傅朝卿 (2001年11月). 台南市古蹟與歷史建築總覽. 台南市: 台灣建築與文化資產出版社. pp. 174頁. ISBN 957-30880-4-5
2. 范勝雄 (2001-07-01). 府城叢談 (4). 臺南市政府. pp. 80、81頁. ISBN 957-02-2143-7